# Hiromi Kawakami
Hiromi Kawakami (japonès: 川上 弘美, Kawakami Hiromi) (Tòquio, 1 d'abril de 1958) és una escriptora japonesa.

## Biografia
Va estudiar Ciències naturals i fou professora de Biologia fins a l'any 1994, data de publicació de la seva primera novel·la, Kamisama, una col·lecció de novel·les curtes. Ha estat guardonada amb el premi Akutagawa per Hebi wo fumu l'any 1996, i el Premi Tanizaki per El cel és blau, la terra blanca (Sensei no kaban) l'any 2001. També li fou concedit el Premi Itō Sei de Literatura l'any 2000 i honorada pel Ministeri d'Educació del Japó per la seva novel·la Manazuru l'any 2007. Aquests premis l'han convertida en una de les escriptores japoneses més llegides actualment.
Hiromi Kawakami enfoca la seva literatura sobre la posició de la dona en l'actual món.

## Obra literària
- El Cel és blau, la terra blanca : una història d'amor.  Barcelona: Quaderns Crema, 2009 (Biblioteca mínima; 177). ISBN 9788477274735.
- Allò que brilla com el mar.  Barcelona: Quaderns Crema, 2010 (Biblioteca mínima; 185). ISBN 9788477274889.
- Abandonar-se a la passió: vuit relats d'amor i desamor.  Barcelona: Quaderns Crema, 2011 (Biblioteca mínima; 187). ISBN 9788477275190.
- El Senyor Nakano i les dones.  Barcelona: Quaderns Crema, 2012 (Biblioteca mínima; 192). ISBN 9788477275343.
- Manazuru.  Barcelona: Quaderns Crema, 2013 (Biblioteca mínima; 196). ISBN 9788477275541.
- Vides fràgils, nits fosques.  Barcelona: Quaderns Crema, 2015 (Biblioteca mínima; 200). ISBN 9788477275671.
- Amors imperfectes.  Barcelona: Quaderns Crema, novembre 2016 (Biblioteca mínima; 202). ISBN 9788477275756.